# FK Garliava
FK Garliava (voluit: Futbolo klubas Garliava) is een Litouwse voetbalacademie gevestigd in Garliava.

## Erelijst
- Pirma lyga (D2)

12 plaats: 2022
- Antra lyga (D3)

4 plaats: 2021
- LFF taurė

## Seizoen na seizoen
| Seizoen | Niveau | Liga        | Plaats | Webplaats   | Opmerkingen |
| ------- | ------ | ----------- | ------ | ----------- | ----------- |
| 2017    | 4.     | Trečia lyga | 7.     |             |             |
|         |        |             |        |             |             |
| 2021    | 3.     | Antra lyga  | 4.     | [ 1 ] [ 2 ] | promoveerde |
| 2022    | 2.     | Pirma lyga  | 12.    | [ 3 ]       |             |
| 2023    | 2.     | Pirma lyga  | 8.     |             |             |
| 2024    | 2.     | Pirma lyga  | 15.    | [ 4 ]       |             |

## Bekende (ex-)spelers
- Matas Popiera